# Słupecki
Słupecki là một huyện thuộc tỉnh Wielkopolskie của Ba Lan. Huyện có diện tích 838 km². Đến ngày 1 tháng 1 năm 2011, dân số của huyện là 58436 người và mật độ 70 người/km².